# Otto Schlüter

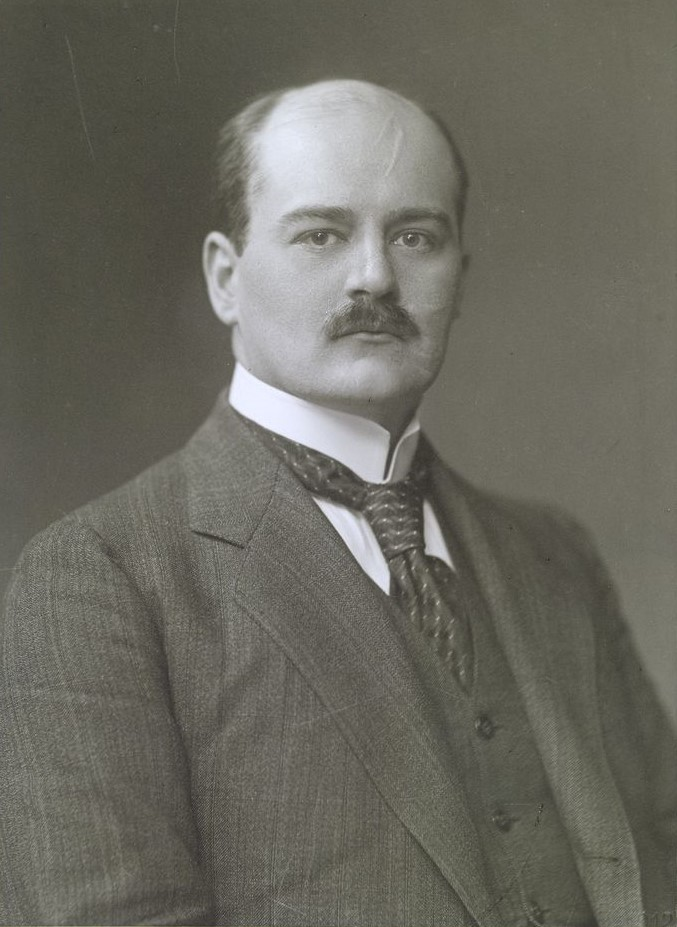
Otto Schlüter

Otto Ludwig Karl Schlüter (Witten, 12 november 1872 - Halle (Saale), 12 oktober 1959) was een Duitse geograaf die bekendheid geniet als een van de grondleggers van de (cultuur)landschapsgeografie.

## Levensloop
Schlüter begon zijn universitaire studie in 1891 in Freiburg im Breisgau. Hij studeerde aanvankelijk Duitse taal en letterkunde, geschiedenis en filosofie. In 1892 vervolgde hij zijn studie aan de universiteit van Halle. In Halle volgde hij de colleges van Alfred Kirchhoff en dit leidde tot een verschuiving van zijn belangstelling naar de geografie. Hij promoveerde in 1896.
In 1903 publiceerde hij Die Siedelungen im nordöstlichen Thüringen. Dit werk werd geaccepteerd als Habilitationsschrift (een wetenschappelijk werk als proeve van bekwaamheid voor de positie van hoogleraar aan een Duitse universiteit). Vanaf 1899 werkte hij in Berlijn bij de Gesellschaft der Erdkunde. Van 1906-1909 was hij privaatdocent aan de universiteit van Berlijn en van 1909-1911 doceerde hij aan de universiteit van Bonn.
In 1911 aanvaardde hij de positie van gewoon hoogleraar voor Geografie aan de universiteit van Halle. Hij bleef aan deze instelling verbonden tot zijn emeritaat in 1938, maar hij bleef als wetenschapper actief tijdens de Tweede Wereldoorlog. In 1948 werd hij opnieuw benoemd tot hoogleraar in Halle. Zijn leeropdracht was de geografie van het cultuurlandschap en de geografische methodiek.
Schlüter was vanaf 1923 lid van de Deutsche Akademie der Wissenschaften Leopoldina. In 1943 werd hij vicepresident. Hij maakte zich na 1945 sterk voor de voortzetting van de wetenschappelijke activiteiten van de Duitse academie in het verdeelde Duitsland. In de periode 1952-1953 werd hij president van de Leopoldina. In dat jaar werd de Leopoldina weer erkend als wetenschappelijk academie voor heel Duitsland.

## Geografisch werk
Otto Schlüter heeft grote invloed gehad op de ontwikkeling van de Duitse geografie, met name op de ontwikkeling van de nederzettings- en landschapsgeografie (zie culturele geografie). In het begin van de 20e eeuw werd de Duitse geografie beheerst door twee , min of meer tegengestelde opvattingen over het wezen van de geografie als wetenschap. Bij de ene stroming stond de chorologische geografie van Alfred Hettner centraal. Volgens Hettner had de geografie geen eigen object waarmee ze zich van andere wetenschappen kon onderscheiden. Kenmerkend voor de geografie was de ruimtelijke beschouwingswijze.
Schlüter daarentegen stelde de studie van het concrete zichtbare landschap centraal: "Die Kulturlandschaft ist der geographische Ausdruck einer Kultur" (Schlüter, 1928). Het landschap is de zichtbare synthese tussen de natuurlijke kenmerken en de menselijke activiteit. Voor Schlüter is daarom het onderscheid tussen fysische en sociale geografie niet nodig. Geografen dienden zich bezig te houden met de reconstructie van de genese van het (cultuur)landschap. In zijn levenswerk Die Siedlungsräume Mitteleuropas in frühgeschichtlicher Zeit neemt Schlüter het landgebruik in de periode 900 v. Chr als uitgangspunt voor zijn analyse van de ontwikkelingsgang van het Midden-Europese cultuurlandschap.

## Selectie uit het wetenschappelijk werk
- Siedlungskunde des Thales der Unstrut von der Sachsenburger Pforte bis zur Mündung (1896)
- Bemerkungen zur Siedlungsgeographie (1899)
- Die Siedelungen im nordöstlichen Thüringen (1903)
- Ziele der Geographie des Menschen (1906)
- Über das Verhältnis von Mensch und Natur in der Anthropogeographie (1907)
- Die Siedlungsräume Mitteleuropas in frühgeschichtlicher Zeit (1952–1954)